# Philipp Oswald
Philipp Oswald (født 23. januar 1986 i Feldkirch, Østrig) er en professionel tennisspiller fra Østrig.